# Laurent Alvarez
Pour les articles homonymes, voir Alvarez.
Laurent Alvarez est un patineur suisse né le 23 septembre 1990 à Genève. Il a obtenu une maturité en biologie-chimie au collège Calvin en juin 2010. Il est entraîné par Peter Grütter au Club des Patineurs de Genève.

## Palmarès
| Compétition             | 2006 | 2007 | 2008 | 2009 | 2010 | 2011 | 2012 |
| Jeux olympiques d'hiver |      |      |      |      |      |      |      |
| Championnats du monde   |      |      |      |      |      |      | 34e  |
| Championnats d'Europe   |      |      |      |      |      | 22e  | 30e  |
| Championnats de Suisse  | 6e   | 4e   | 6e   | 4e   | 4e   | 2e   | 1er  |
| Légende : F = Forfait   |      |      |      |      |      |      |      |